# Percy Bysshe Shelley

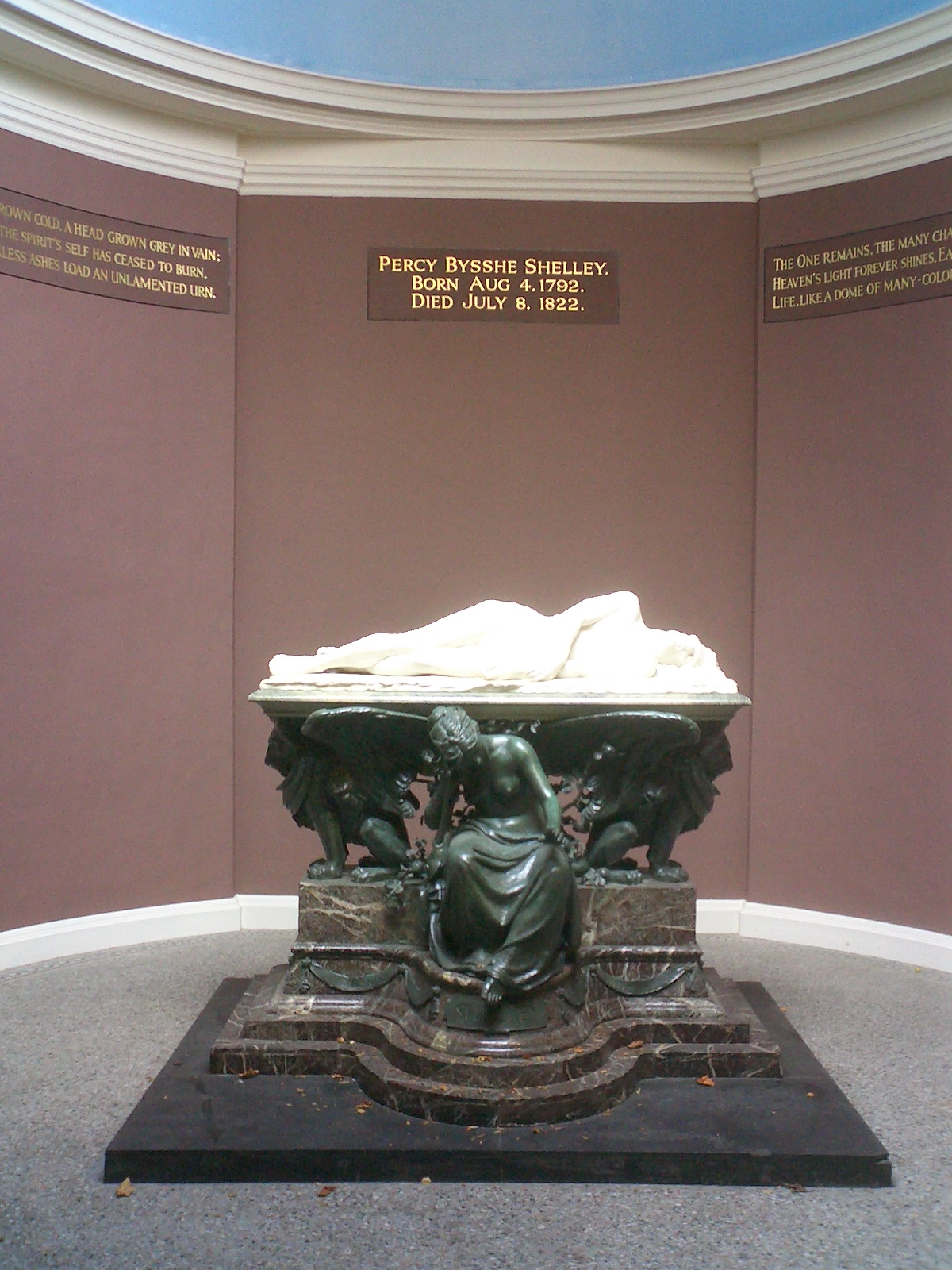
Escultura d'Edward Onslow Ford al Shelley Memorial de l'University College d'Oxford

Percy Bysshe Shelley (Horsham, West Sussex, 4 d'agost de 1792 – La Spezia, Ligúria, 8 de juliol de 1822) fou un poeta i pensador anglès. Va ser el marit de Mary Shelley.
Nodrit pels filòsofs del segle xviii, era revolucionari en religió, moral i en política, però ho era a força de ser poeta, amb un idealisme ingenu. Sobre les ruïnes de la tirania, Shelley veia renéixer un món de pau, amor i felicitat. La seva obra, molt extensa, comprèn un gran nombre de poesies líriques, les més ardents, més etèries i més apassionadament melancòliques que existeixen.
Familiaritzat amb els poetes grecs i els pensadors moderns, tan enamorat de la bellesa pura com de les idees filosòfiques i socials, artista tan consumat com inspirat i somniador, Shelley és un dels més grans lírics de tots els temps. No ofereix partir de la vida real, només expressa la seva ànima, però en parlar d'ell, parla de nosaltres. Les seves idees generoses, els seus apassionats sentiments, el seu amor a la natura, la seva tendresa envers la humanitat s'expressen en estrofes de factura perfecta, d'una imaginació tan nova com rica, d'una exquisidesa harmònica. Pensador agosarat, artista difícilment traduïble, Shelley ha exercit en el continent només una influència escassa i dèbil, excepte a finals del segle xix als Països Baixos i en altres pocs països.

## Biografia
Fill d'una família aristòcrata, el seu pare era sir Timothy Shelley, membre del Parlament, i la seva mare, Elisabeth Pilfold, filla, al seu torn d'un terratinent de Sussex. A fi de fer-li continuar la nissaga se'l va fer estudiar en les millors escoles. El varen matricular a l'Eton College (1804-1810) on, gràcies als seus estudis, adquirí una sòlida cultura clàssica, però, ben aviat, va demostrar un desafiament obert contra les convencions que permetien abusar moralment dels seus alumnes. Sempre va mantenir una actitud rebel enfront de la societat.
Després, el 1810, fou traslladat a l'University College Oxford i inicia la seva carrera literària escrivint diversos poemes i dues novel·les gòtiques: Zastrozzi i Saint Ivryn, en què donava pinzellades d'ateisme prematur mitjançant el personatge Zastrozzi. També donà a conèixer, juntament amb la seva germana Elisabeth, Poesia original de Víctor i Cazire i, al cap de poc, una col·lecció de versos burlescs i subversius amb el títol: Fragments pòstums de Margaret Nicholson.
El 1811, amb la publicació d'un opuscle titulat La necessitat de l'ateisme, es guanyà l'enemistat de la seva família i, de retruc, després de negar rebutjar-ne l'autoria, tal com pretenia el claustre, el 25 de març de 1811 fou expulsat de l'University College Oxford. Recentment, el 2006 s'ha descobert un assaig que es creia perdut, Assaig poètic, en què juntament amb la participació d'un company de facultat, Thomas Jefferson Hogg (1792-1862), s'hi recreava un poema antimonàrquic, la qual cosa dona una nova dimensió a l'expulsió d'ambdós vers un vessant polític.
Quatre mesos després de ser expulsat, Shelley, amb 19 anys, viatja a Escòcia amb una alumna de 16, Harriet Westbrook, per casar-s'hi. Poc després convidà Hogg, el seu amic universitari, a compartir, segons el seu ideari, la casa, la dona i les seves possessions. Davant l'enèrgica negativa de Harriet retornen a Anglaterra, concretament al districte dels llacs, amb intenció d'escriure. Però, de seguida, atret pels esdeveniments d'Irlanda, se n'hi va i participa en diversos esdeveniments polítics. Allà hi escriu: Adreçat al poble irlandès, i es guanya l'antipatia i l'enemistat del govern britànic.
Frisós de conèixer William Godwin, filòsof lliberal i autor de Justícia política, retorna a Londres. Allà comença a escriure La reina Mab, una visió sobre el pensament de Godwin, la publicació de la qual encetà una persecució de la premsa tory que aconseguí embolcallar-lo d'infàmia fins al final dels seus dies.
Allí conegué la filla de Godwin i de Mary Wollstonecraft, autora d'Una vindicació del dret de les dones. La intel·ligent i bonica Mary Godwin i Wollstonecraft, de qui s'enamorà.
Encara no exhaurits els tres anys de matrimoni, el juliol de 1814, deixa la seva dona embarassada i la seva filla (Ianthe Eliza Shelley, 1813-1876) per anar al continent amb Mary i una germanastra seva, Claire Clairmont. Els tres travessaren França meravellant-se del paisatge i desplaent-se de les malvestats de les guerres napoleòniques. Sis setmanes més tard, retornaven a Anglaterra i es topaven amb el consegüent escàndol instal·lat.
Amb Mary visqué prop de Londres, esquivant creditors i escrivint Alastor o L'esperit de la solitud, en què es nota l'empremta de Wordsworth, de qui aleshores n'estava molt influït.
El desembre de 1814, Harriet paria el segon fill de Percy i declinava l'oferiment de Percy de fer-se passar per germana platònica i conviure amb ells.
A principis de 1815 moria l'avi de Percy i aquest llegava una fortuna amb una part de la qual pagaria de per vida Harriet, i la resta la despendria en obres filantròpiques o donacions als amics.
Pel febrer, Mary paria llur primer fill, William, que moriria setmanes després, sumint-la en una gran desesperació. Tot i això, aquest mateix any, Percy mantindria una relació oberta amb Claire, i aquesta amb T. J. Hogg. Malgrat tot, per a Mary, Percy seria l'amor de la seva vida, tot i que aquest s'adonaria que les idees liberals del pare de la noia referents a l'amor lliure a ella no li eren aplicables. Per a ella, aquestes idees entraven en conflicte amb els versos del seu amant sobre la recerca de l'amor veritable. En el que sí que coincidien ambdós era en una passió per la poesia i la literatura, amb la qual compartien moltes estones sols o acompanyats, i també en una defensa aferrissada pel règim alimentari vegetarià. Sobre aquest darrer Shelley escrigué: Una reivindicació del règim vegetarià i Un sistema de règim de verdures.
Al maig de 1816 anaren a Suïssa. Varen conèixer Byron, que es convertí en l'amant de Claire.
Fou un estiu molt productiu. Allà Percy va gestar l'Himne a la bellesa intel·lectual i Mont Blanc. Mary, al seu torn, la seva famosa novel·la Frankenstein o el Prometeu modern, fruit d'una competició d'històries fantasmagòriques que s'empescaren amb més intel·lectuals per apaivagar el tedi d'un estiu sense estiu. Allí, un convidat exposaria la seva idea de la història d'un vampir que, més tard, seria l'embrió del Dràcula de Bram Stoker.
En retornar a Anglaterra els esperaven uns fets molt dolorosos. Harriet, embarassada d'un nou amant que l'havia refusada, com havia fet el seu marit, s'havia suïcidat al llac del Hyde Park de Londres. Una acció molt semblant acabava de perpetrar una germanastra de Mary, Fanny Imlay.
Aquestes circumstàncies, però, permeteren a Percy i Mary casar-se. Mary es convertiria així en Mary Shelley. Malgrat tot, l'escàndol que havien arrossegat i la fama dels seus escrits varen impedir que guanyessin un judici en què reclamaven la custòdia dels fills de Percy i Harriet. Percy se sentia un idealista perseguit per la injustícia social i política i, menyspreat per un món incapaç d'apreciar el seu idealisme d'excel·lència moral com expressaria al prefaci del seu Prometeu desenfrenat.
Al llarg de 1817, Shelley el dedicaria a confeccionar escrits polítics, conrear l'amistat de Leigh Hunt, poeta menor i editor del diari radical The Examiner i arribaria a conèixer John Keats, el gran poeta. Va publicar Laon i Cynthna, que era un llarg poema narratiu en el qual atacava la religió i presentava uns amants incestuosos. Venudes unes poques còpies, fou enretirat i no fou fins al 1818 que, sota el nom de La rebel·lió de l'islam, no tornà a veure la llum. Mary estava embarassada altra vegada i el setembre va néixer Clara.
Però Percy, el 1818, va sotmetre la seva família a un nou viatge, aquest cop a Itàlia, cercant George Gordon Byron, lord Byron, les converses amb el qual donaven riquesa i vitalitat al seu esperit poètic, massa enrenou per una petita com Clara, que va morir al poc. Els Shelley, després d'una estada a Roma, fixaren la seva residència prop de Pisa, a Livorno.
L'any 1819 fou força productiu per a Percy. Va acabar Prometeu desencadenat, va escriure Els Cenci, una tragèdia política d'incest, parricidi i persecució; escrigué més temes polítics entre els quals La màscara d'anarquia, la seva particular visió d'una massacre perpetrada a uns pacífics treballadors; també un pamflet premarxista: Una visió filosòfica de reforma, així com una sàtira contra Wordsworth, criticant l'abandó de l'ideari del que havia estat el seu estimable mentor. Aquell any també va escriure un dels seus poemes més famosos: Oda al vent de l'oest.
El 1820, havent sabut de la malaltia de John Keats, el convida per carta a reunir-se amb ells a la seva residència italiana, però finalment Keats declinà l'oferta per viatjar amb l'artista Joseph Severn a Roma. Aleshores nasqué Percy Florence, l'únic fill que li sobreviuria.
El 1821, Shelley va escriure una elegia per la mort de John Keats, que el presentava com un màrtir de ressenyes vicioses motivades per tèrbols interessos polítics. Cada cop més identificat en el mateix ideari poètic, començava la seva Defensa de la poesia, publicada pòstumament per Mary, el 1840, en la qual exposava la seva manera d'entendre la relació dels poetes amb les circumstàncies socials i històriques immediates.
El 1822 s'enamorà de Jane Williams, la dona d'un company, Edward Williams, que s'havien incorporat al seu cercle de Pisa, amb qui, juntament amb Leigh Hunt, havien de fundar un diari anomenat El Liberal, que contraatacaria diaris conservadors com Blackwood Magazine i La Ressenya Trimestral. El diari El Liberal havia de ser un diari d'opinió i sobre les arts. Mary, que estava embarassada novament, estava molesta perquè Percy, molt sovint, feia excursions amb els Williams o només amb la Jane. Percy adreçà per aquesta època alguns versos a Jane: Amb una guitarra, A Jane: La invitació, A Jane: el recull.
El juliol, quan Percy i Edward navegaven amb el seu petit bot Don Joan de Livorno a Lerici per trobar-se amb Leigh Hunt, foren sorpresos per una violenta tempesta; el vaixell s'enfonsà ràpidament i moriren ofegats tots els ocupants de la nau. Era el 8 de juliol, faltava menys d'un mes perquè Percy fes el trenta anys.

## La mort

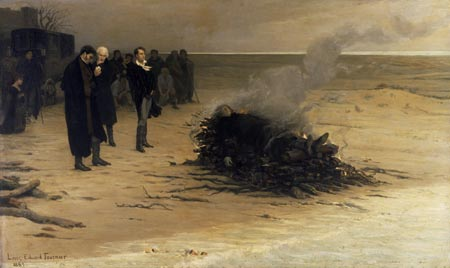
El funeral de Percy Bysshe Shelley, de Louis Edouard Fournier

S'ha especulat molt sobre la mort de Percy Bysshe Shelley. Que estava en el punt de mira del servei secret britànic, després de ser atacat per un desconegut al País de Gal·les; que el seu vaixell havia estat atacat per uns pirates que l'havien confós amb el d'en Byron, potser pel nom, Don Joan, relacionat amb el títol d'una obra d'aquest, cosa que també seria atorgar un bagatge sospitosament literari a uns simples pirates, i altres especulacions.
El cert és que els fets passaren a 16 quilòmetres de la costa i, val a dir que els cossos estaven completament vestits, tot i que el de Williams tenia la camisa mig treta, com si hagués intentat treure-se-la.
El cos de Shelley, seguint les estipulacions de l'època estival mediterrània, fou incinerat a la platja mateix, prop de Viareggio. Aquest acte fou reflectit en una pintura de Louis Edouard Fournier (1889): El funeral de Shelley, en què entre d'altres, hi surten lord Byron, a la part central, i Mary, agenollada a l'esquerra. Aquest últim detall és del tot improbable, ja que era costum no permetre l'assistència de les dones a aquesta mena de funerals. Un amic, Trelawny, que també surt al quadre, a primera línia a l'esquerra, recuperà el cor de Shelley i el portà a Mary, que el conservà tota la seva vida. Després fou enterrat a l'església de Sant Pere de Bournemouth. Les cendres es varen enterrar al cementiri protestant de Roma amb la inscripció llatina: Cor Cordium ('cor de cors') i uns fragments de La tempesta de Shakespeare.
Pocs dies després, el diari tory (conservador) The Courrier publicava: «Shelley, l'escriptor i poeta s'ha ofegat, ara ja sap si hi ha un Déu o no».
Amb tot, una estàtua de l'escultor Edward Onslow Ford, encarregada per la nora de Percy, la dona del seu fill, es conserva en el memorial erigit al "College" de la Universitat d'Oxford, el Shelley Memorial.

## Família
- Pare: Timothy Shelley (1753-1844)
- Mare: Elisabeth Pilfold (1763-1846)
- Era el més gran de sis germans 
  - John (1806-1866), Mary, Elisabeth (1831), Hellen (1885), Margaret (1887)
- Les seves dones: Harriet i Mary
- Fills:
  - Ianthe (1813-1876) i Charles (1814-1826) de Percy i Harriet
  - William (1815), Clara (1817-1818) i Percy Florence (1822) de Percy i Mary.

## Obra
Cal remarcar que, a part de la nombrosa obra pròpia de Percy, va traduir, entre d'altres, Plató (El banquet), Homer (Els himnes), Dant, Calderón i Goethe.
Les obres principals, per ordre cronològic de composició:
- 1813, La reina Mabb. Poema filosòfic en 9 parts.
- 1815 Alastor o l'Esperit de la solitud
- 1816, El dimoni del món, publicat dins la reedició del 1816 de La reina Mabb
- 1817 La revolta de l'islam, un poema en dotze cants
- 1817 El príncep Athanasi
- 1817, L'estiu. Rosalind i Helen, una ègloga moderna
- 1818, Julià i Maldonado, una conversa
- 1818, Prometeu alliberat, un drama líric en quatre actes
- 1819, Els Cenci, una tragèdia en cinc actes
- 1819, tardor, La màscara de l'anarquia. Escrita en ocasió de la massacre de Manchester
- 1819, Peter Bell tercer. Escrita sota el nom de Miching Mallecho
- 1820, Carta a Maria Gisborne. De 324 versos
- 1820, La bruixa de l'Atlas
- 1820, Èdip tirà o Swellfoot, el tirà. Una tragèdia en dos actes
- 1821, Epipsychidion, versos adreçats a la pobre i dissortada lady Emilia, empresonada al convent...
- 1821, juny. Adonais. Una elegia en la mort de John Keats, autor d'Endimió i Hiperió
- 1821, Hel·la, una drama líric
- 1824, fragments d'un drama inacabat, sense títol. Personatges: Encantadora, Esperit, Indi i lady. 244 versos
- 1818 a 1822. Carles primer
- 1822, primavera i estiu, a Lerici. El triomf de la vida

### Alguns poemes destacats
- (1810) Zastrozzi
- (1811) La necessitat de l'ateisme
- (1816) Mont Blanc
- (1817) Bellesa intel·lectual
- (1818) Ozymandies
- (1819) Oda al vent de l'oest
- (1819) La màscara de l'anarquia
- (1819) Homes d'Anglaterra
- (1819) Anglaterra 1819
- (1819) La bruixa de l'Atlas
- (1819) Una visió filosòfica de reforma
- (1819) Julià i Maldonado
- (1820) A una alosa
- (1821) Adonis (en memòria de John Keats)
- (1821) Hel·les
- (1821) Defensa de la poesia. Traduït al català per Marta Pera Cucurell. Martorell: Adesiara, 2020[2]
- (1822) El triomf de la vida
- (1822) El núvol

## Música
El compositor Reginald Steggall (1867-1938) va posar música a diversos poemes de Shelley.